# Lisove, Bar
Lisove (în ucraineană Лісове) este localitatea de reședință a comunei Lisove din raionul Bar, regiunea Vinnița, Ucraina.

## Demografie
Componența lingvistică a localității Lisove
     Ucraineană (99,09%)
     Alte limbi (0,73%)
Conform recensământului din 2001, majoritatea populației localității Lisove era vorbitoare de ucraineană (99,09%), existând în minoritate și vorbitori de alte limbi.